# Дитер Болен
Дитер Гинтер Болен (Олденбург, Западна Немачка, 7. фебруар 1954) је немачки певач, музичар, продуцент, водитељ, забављач, текстописац и писац. Болен је бивши члан популарне немачке групе Modern Talking.